# Francis Willughby
Francis Willughby, às vezes citado como Willoughby (Middleton Hall, Warwickshire, 22 de novembro de 1635 — Wollaton Hall, 3 de julho de 1672) foi um ornitólogo e ictiólogo inglês.
Quando estudante, foi amigo do naturalista John Ray na Universidade de Cambridge, e compartilhou algumas de suas expedições e interesses.